# Quinto Tineio Sacerdote Clemente
Quinto Tineio Sacerdote Clemente (c. 100 – pós 170) foi um senador romano, que foi cônsul ordinário em 158 com Sexto Sulpício Tértulo e Pontífice.
Uma inscrição em Sida honrou Clemente e seu filho Quinto Tineio Rufo como patroni.
Ele era filho de Quinto Tineio Rufo. Além de Rufo, os filhos conhecidos de Clemente incluem Quinto Tineio Sacerdote e Quinto Tineio Clemente.